# Ogașu Hobiței
Ogașu Hobiței este un curs de apă, afluent al râului Bistrița.